# Polányi Osvát

A hídvégi Polányi család címere

Hídvégi Polányi Osvát (fl. 1458-1518), szlavón vice-bán, Vas vármegye alispánja, földbirtokos.

## Élete
Az ősrégi Vas vármegyei nemesi származású hídvégi Polányi család sarja. Apja hídvégi Polányi Tamás (fl. 1463-1489), Vas vármegye alispánja, sárvári várnagy, földbirtokos, anyja neve ismeretlen; mostohaanyja Chatári Orsolya (fl. 1482–1489), Chatári Bereck lánya. Az apai nagyszülei hídvégi Polányi Gáspár (fl. 1420–1446), sárvári várnagy, földbirtokos és hídvégi Hídvéghy Ilona voltak. Az apai nagybátyja hídvégi Polányi László, aki 1443-ban borostyánkői várnagy volt. Az apja Polányi Tamás a Kanizsai család familiárisa lett és ezzel felemelte a családját az ismeretlenségből; eleinte Kanizsai familiárisként sárvári, majd 1469-ben és 1473-ban Újlaki familiárisként németújvári és belmurai várnagy, 1460 és 1488 között többször vasi alispán volt.
Valószínűleg, ahogy fivérei is, Osvát egyetemet végzett. 1493-ban Zágráb vármegyei, 1501-ben vasi szolgabíróként szolgált, azt követően ugyanott alispán. 1502-ben a szlavón vice-báni tisztséget betöltő hídvégi Polányi Osvát kapott engedélyt II. Ulászló magyar királytól ahhoz, hogy Rábahídvégén erődítményt építhessen. Az ágostonosok és a ferencesek között a körmendi kolostorért folytatott egyházi perben 1518. május közepén a tanúként megjelent, akkor magát hatvan évesnek mondott hídvégi Polányi Osvát azt vallotta saját magáról, hogy „ingóságokban bővelkedik, sőt kastélya és jobbágyai is vannak". Bizonyosan lehet tudni 1524-ben már nem élt; ekkora II. Lajos magyar király utasítja a kapornaki konventet, hogy a néhai Polányi Osvát fiait: Ferencet és Györgyöt kérésükre iktassa be a Kanizsai Lászlótól zálogba vett Gelse birtokba.

## Házassága és leszármazottjai

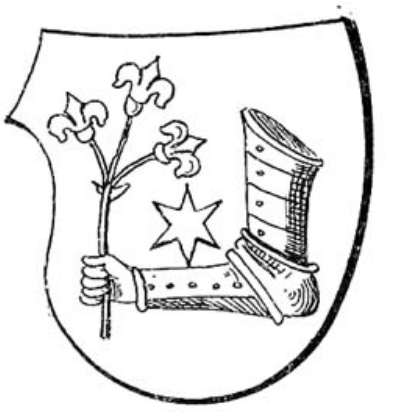
A Háshágyi család címere

Feleségül vette a zalai előkelő köznemesi származású háshágyi Háshágyi Katalin (fl. 1476) kisasszonyt, akinek a szülei háshágyi Háshágyi István (fl. 1440–1493), országbírói ítélőmester, földbirtokos és nemes Somi Judit (fl. 1472–1476) voltak. A menyasszonynak az apai nagyszülei háshágyi Háshágyi Dénes (fl. 1438–1447), Zala vármegye alispánja, földbirtokos és Urbanovci Katalin voltak. Az anyai nagyszülei Somi János (fl. 1447–1463), földbirtokos és szentgyörgyi Vincze Orsolya (fl. 1472) voltak. Somi Jánosné szentgyörgyi Vincze Orsolya apja szentgyörgyi Vincze István (fl. 1431–1454), 1441-ben Fejér megye alispánja, földbirtokos. Polányi Osvátné Háshágyi Katalinnak a nagybátyja Háshágyi Mihály (fl. 1440–1482), Zala vármegye alispánja 1464 és 1465 között, királyi ember, földbirtokos, akinek a fia Háshágyi Dénes (fl. 1483–1536), nagykanizsai várnagy, Zala vármegye országgyűlési követe, földbirtokos volt. Polányi Osvát és Háshágyi Katalin frigyéből született:
- hídvégi Polányi Dorottya (fl. 1544). Férje: nádasdi Darabos Ferenc (fl. 1517)
- hídvégi Polányi György (fl. 1509–1522)
- hídvégi Polányi Ferenc (fl. 1509–1547), Vas vármegye alispánja, földbirtokos. Neje: hosszútóti Hosszútóthy Dorottya (fl. 1547).